# Rugby 7 na Igrzyskach Ameryki Środkowej i Karaibów 2018
Turnieje rugby 7 na Igrzyskach Ameryki Środkowej i Karaibów 2018 odbyły się w dniach 1–2 sierpnia 2018 roku w kolubijskim mieście Barranquilla.
Rugby siedmioosobowe w programie tych zawodów pojawiło się po raz trzeci, po raz drugi natomiast został rozegrany turniej kobiet.
Oba złote medale zdobyli reprezentanci Kolumbii, w finałach pokonując Meksykanów i zawodniczki z Wenezueli. Trzecie miejsce na podium zajęły gospodynie oraz Jamajczycy.

## Podsumowanie

### Klasyfikacja medalowa
| Klasyfikacja medalowa | Klasyfikacja medalowa | Klasyfikacja medalowa | Klasyfikacja medalowa | Klasyfikacja medalowa | Klasyfikacja medalowa |
| Miejsce               | Reprezentacja         | Złoto                 | Srebro                | Brąz                  | Razem                 |
| --------------------- | --------------------- | --------------------- | --------------------- | --------------------- | --------------------- |
| 1                     | Kolumbia              | 2                     | 0                     | 0                     | 2                     |
| 2                     | Meksyk                | 0                     | 1                     | 1                     | 2                     |
| 3                     | Wenezuela             | 0                     | 1                     | 0                     | 1                     |
| 4                     | Jamajka               | 0                     | 0                     | 1                     | 1                     |
| Razem                 | Razem                 | 2                     | 2                     | 2                     | 6                     |

### Medaliści
| Konkurencja | 1. miejsce | 2. miejsce | 3. miejsce |
| ----------- | ---------- | ---------- | ---------- |
| Mężczyźni   | Kolumbia   | Meksyk     | Jamajka    |
| Kobiety     | Kolumbia   | Wenezuela  | Meksyk     |

## System rozgrywek
Do turnieju męskiego przystąpiło osiem reprezentacji, do żeńskiego zaś sześć, a każda z nich liczyła maksymalnie dwunastu zawodników, łącznie w zawodach wzięło zatem udział 168 sportowców obojga płci. Do udziału dopuszczone mogły być jedynie reprezentacje zrzeszone przez ODECABE, których związki rugby są członkami Rugby Americas North bądź Sudamérica Rugby.
Mężczyźni w pierwszej fazie rywalizowali systemem kołowym podzieleni na dwie czterozespołowe grupy. Czołowe dwie drużyny z każdej z grup awansowały do półfinałów, pozostałe zaś rywalizowały o miejsce piąte. Kobiety natomiast w pierwszej fazie rozegrały spotkania systemem kołowym w ramach jednej grupy, następnie czołowa dwójka zmierzyła się w finale, dwie kolejne walczyły o brąz, pozostałe dwie zaś o miejsce piąte.
W fazie grupowej spotkania toczone były bez ewentualnej dogrywki, za zwycięstwo, remis i porażkę przysługiwały odpowiednio trzy, dwa i jeden punkt, brak punktów natomiast za nieprzystąpienie do meczu. Przy ustalaniu rankingu po fazie grupowej w przypadku tej samej liczby punktów lokaty zespołów były ustalane kolejno na podstawie:
- wyniku meczu pomiędzy zainteresowanymi drużynami;
- lepszego bilansu punktów zdobytych i straconych;
- lepszego bilansu przyłożeń zdobytych i straconych;
- większej liczby zdobytych punktów;
- większej liczby zdobytych przyłożeń;
- rzutu monetą.

W przypadku remisu w fazie pucharowej organizowana była dogrywka składająca się z dwóch pięciominutowych części, z uwzględnieniem reguły nagłej śmierci. Jedynie mecze finałowe składały się z dwóch dziesięciominutowych części, w pozostałych zaś spotkaniach połowa meczu obejmowała siedem minut.
Wszystkie mecze zostały rozegrane w dniach 1–2 sierpnia 2018 roku na Estadio Moderno Julio Torres w Barranquilli.

## Kwalifikacje
Jedno miejsce przyznano reprezentacjom gospodarzy, o pozostałe zespoły walczyły podczas turniejów regionalnych organizowanych przez RAN i SAR.
| Mężczyźni                               | Mężczyźni | Mężczyźni             |                       | Kobiety                 | Kobiety | Kobiety                         |
| Reprezentacja                           | Miejsca   | Podstawa kwalifikacji | Podstawa kwalifikacji | Podstawa kwalifikacji   | Miejsca | Reprezentacja                   |
| --------------------------------------- | --------- | --------------------- | --------------------- | ----------------------- | ------- | ------------------------------- |
| Kolumbia                                | 1         | gospodarz             | gospodarz             | gospodarz               | 1       | Kolumbia                        |
| Wenezuela                               | 1         | automatyczny awans    | automatyczny awans    | automatyczny awans      | 1       | Wenezuela                       |
| Jamajka Gujana Meksyk Trynidad i Tobago | 4         | RAN Sevens 2017       | 25–26 listopada 2017  | RAN Women’s Sevens 2017 | 3       | Meksyk Gujana Francuska Jamajka |
| Kostaryka Gwatemala                     | 2         | CAG 2017              | 3–4 grudnia 2017      | CAG 2017                | 1       | Gwatemala                       |

## Turniej mężczyzn

### Faza grupowa

#### Grupa A
| 1 sierpnia 201814:06 | Kolumbia | 19:12 | Meksyk | Estadio Moderno Julio Torres, Barranquilla |
| 1 sierpnia 201814:06 |          | 19:12 |        | Estadio Moderno Julio Torres, Barranquilla |

| 1 sierpnia 201814:28 | Gujana | 22:7 | Kostaryka | Estadio Moderno Julio Torres, Barranquilla |
| 1 sierpnia 201814:28 |        | 22:7 |           | Estadio Moderno Julio Torres, Barranquilla |

| 1 sierpnia 201816:56 | Kolumbia | 41:5 | Kostaryka | Estadio Moderno Julio Torres, Barranquilla |
| 1 sierpnia 201816:56 |          | 41:5 |           | Estadio Moderno Julio Torres, Barranquilla |

| 1 sierpnia 201817:18 | Gujana | 10:14 | Meksyk | Estadio Moderno Julio Torres, Barranquilla |
| 1 sierpnia 201817:18 |        | 10:14 |        | Estadio Moderno Julio Torres, Barranquilla |

| 1 sierpnia 201819:36 | Meksyk | 31:0 | Kostaryka | Estadio Moderno Julio Torres, Barranquilla |
| 1 sierpnia 201819:36 |        | 31:0 |           | Estadio Moderno Julio Torres, Barranquilla |

| 1 sierpnia 201819:58 | Kolumbia | 12:14 | Gujana | Estadio Moderno Julio Torres, Barranquilla |
| 1 sierpnia 201819:58 |          | 12:14 |        | Estadio Moderno Julio Torres, Barranquilla |

#### Grupa B
| 1 sierpnia 201814:50 | Wenezuela | 10:24 | Trynidad i Tobago | Estadio Moderno Julio Torres, Barranquilla |
| 1 sierpnia 201814:50 |           | 10:24 |                   | Estadio Moderno Julio Torres, Barranquilla |

| 1 sierpnia 201815:12 | Jamajka | 29:12 | Gwatemala | Estadio Moderno Julio Torres, Barranquilla |
| 1 sierpnia 201815:12 |         | 29:12 |           | Estadio Moderno Julio Torres, Barranquilla |

| 1 sierpnia 201817:40 | Wenezuela | 24:5 | Gwatemala | Estadio Moderno Julio Torres, Barranquilla |
| 1 sierpnia 201817:40 |           | 24:5 |           | Estadio Moderno Julio Torres, Barranquilla |

| 1 sierpnia 201818:02 | Jamajka | 7:17 | Trynidad i Tobago | Estadio Moderno Julio Torres, Barranquilla |
| 1 sierpnia 201818:02 |         | 7:17 |                   | Estadio Moderno Julio Torres, Barranquilla |

| 1 sierpnia 201820:20 | Trynidad i Tobago | 19:5 | Gwatemala | Estadio Moderno Julio Torres, Barranquilla |
| 1 sierpnia 201820:20 |                   | 19:5 |           | Estadio Moderno Julio Torres, Barranquilla |

| 1 sierpnia 201820:42 | Wenezuela | 0:29 | Jamajka | Estadio Moderno Julio Torres, Barranquilla |
| 1 sierpnia 201820:42 |           | 0:29 |         | Estadio Moderno Julio Torres, Barranquilla |

### Faza pucharowa
|  |                   |                   |                   |                   |    |           |                 |                   |                   |                   |                   |       |       |
|  | Ćwierćfinały      | Ćwierćfinały      | Ćwierćfinały      |                   |    | Półfinały | Półfinały       | Półfinały         |                   |                   | Finał             | Finał | Finał |
|  | Ćwierćfinały      | Ćwierćfinały      | Ćwierćfinały      |                   |    | Półfinały | Półfinały       | Półfinały         |                   |                   | Finał             | Finał | Finał |
|  | 2 sierpnia 2018   |                   |                   |                   |    |           |                 |                   |                   |                   |                   |       |       |
|  |                   |                   |                   |                   |    |           |                 |                   |                   |                   |                   |       |       |
|  | Kolumbia          | Kolumbia          | 24                |                   |    |           |                 |                   |                   |                   |                   |       |       |
|  | Kolumbia          | Kolumbia          | 24                | 2 sierpnia 2018   |    |           |                 |                   |                   |                   |                   |       |       |
|  | Gwatemala         | Gwatemala         | 0                 |                   |    |           |                 |                   |                   |                   |                   |       |       |
|  | Gwatemala         | Gwatemala         | 0                 |                   |    | Kolumbia  | Kolumbia        | 26                |                   |                   |                   |       |       |
|  | 2 sierpnia 2018   |                   |                   |                   |    | Kolumbia  | Kolumbia        | 26                |                   |                   |                   |       |       |
|  |                   |                   | Jamajka           | Jamajka           | 0  |           |                 |                   |                   |                   |                   |       |       |
|  | Jamajka           | Jamajka           | Jamajka           | Jamajka           | 0  | 15        |                 |                   |                   |                   |                   |       |       |
|  | Jamajka           | Jamajka           |                   |                   |    | 15        | 2 sierpnia 2018 |                   |                   |                   |                   |       |       |
|  | Gujana            | Gujana            | 10                |                   |    |           |                 |                   |                   |                   |                   |       |       |
|  | Gujana            | Gujana            | 10                |                   |    | Kolumbia  | Kolumbia        | 21                |                   |                   |                   |       |       |
|  | 2 sierpnia 2018   |                   |                   |                   |    | Kolumbia  | Kolumbia        | 21                |                   |                   |                   |       |       |
|  |                   |                   | Meksyk            | Meksyk            | 14 |           |                 |                   |                   |                   |                   |       |       |
|  | Meksyk            | Meksyk            | Meksyk            | Meksyk            | 14 | 31        |                 |                   |                   |                   |                   |       |       |
|  | Meksyk            | Meksyk            | 2 sierpnia 2018   |                   |    | 31        |                 |                   |                   |                   |                   |       |       |
|  | Wenezuela         | Wenezuela         | 0                 |                   |    |           |                 |                   |                   |                   |                   |       |       |
|  | Wenezuela         | Wenezuela         | 0                 |                   |    | Meksyk    | Meksyk          | 29                | Mecz o 3. miejsce | Mecz o 3. miejsce | Mecz o 3. miejsce |       |       |
|  | 2 sierpnia 2018   |                   |                   |                   |    | Meksyk    | Meksyk          | 29                | Mecz o 3. miejsce | Mecz o 3. miejsce | Mecz o 3. miejsce |       |       |
|  |                   |                   | Trynidad i Tobago | Trynidad i Tobago | 5  |           |                 | 2 sierpnia 2018   | 2 sierpnia 2018   | 2 sierpnia 2018   |                   |       |       |
|  | Trynidad i Tobago | Trynidad i Tobago | Trynidad i Tobago | Trynidad i Tobago | 5  | 20        |                 | 2 sierpnia 2018   | 2 sierpnia 2018   | 2 sierpnia 2018   |                   |       |       |
|  | Trynidad i Tobago | Trynidad i Tobago |                   |                   |    |           |                 | Jamajka           | Jamajka           | 26                |                   |       |       |
|  | Kostaryka         | Kostaryka         | 5                 |                   |    |           |                 |                   | Jamajka           | 26                |                   |       |       |
|  | Kostaryka         | Kostaryka         | 5                 |                   |    |           |                 | Trynidad i Tobago | Trynidad i Tobago | 5                 |                   |       |       |
|  |                   |                   |                   |                   |    |           |                 |                   | Trynidad i Tobago | 5                 |                   |       |       |

| 2 sierpnia 201814:10 | Kolumbia | 24:0 | Gwatemala | Estadio Moderno Julio Torres, Barranquilla |
| 2 sierpnia 201814:10 |          | 24:0 |           | Estadio Moderno Julio Torres, Barranquilla |

| 2 sierpnia 201814:32 | Jamajka | 15:10 | Gujana | Estadio Moderno Julio Torres, Barranquilla |
| 2 sierpnia 201814:32 |         | 15:10 |        | Estadio Moderno Julio Torres, Barranquilla |

| 2 sierpnia 201814:54 | Meksyk | 31:0 | Wenezuela | Estadio Moderno Julio Torres, Barranquilla |
| 2 sierpnia 201814:54 |        | 31:0 |           | Estadio Moderno Julio Torres, Barranquilla |

| 2 sierpnia 201815:16 | Trynidad i Tobago | 20:5 | Kostaryka | Estadio Moderno Julio Torres, Barranquilla |
| 2 sierpnia 201815:16 |                   | 20:5 |           | Estadio Moderno Julio Torres, Barranquilla |

| 2 sierpnia 201817:40 | Kolumbia | 26:0 | Jamajka | Estadio Moderno Julio Torres, Barranquilla |
| 2 sierpnia 201817:40 |          | 26:0 |         | Estadio Moderno Julio Torres, Barranquilla |

| 2 sierpnia 201818:02 | Meksyk | 29:5 | Trynidad i Tobago | Estadio Moderno Julio Torres, Barranquilla |
| 2 sierpnia 201818:02 |        | 29:5 |                   | Estadio Moderno Julio Torres, Barranquilla |

| 2 sierpnia 201820:52 | Kolumbia | 21:14 | Meksyk | Estadio Moderno Julio Torres, Barranquilla |
| 2 sierpnia 201820:52 |          | 21:14 |        | Estadio Moderno Julio Torres, Barranquilla |

| 2 sierpnia 201820:08 | Jamajka | 26:5 | Trynidad i Tobago | Estadio Moderno Julio Torres, Barranquilla |
| 2 sierpnia 201820:08 |         | 26:5 |                   | Estadio Moderno Julio Torres, Barranquilla |

|  |                 |           |           |                   |    |        |        |       |
|  | Półfinały       | Półfinały | Półfinały |                   |    | Finał  | Finał  | Finał |
|  | Półfinały       | Półfinały | Półfinały |                   |    | Finał  | Finał  | Finał |
|  | 2 sierpnia 2018 |           |           |                   |    |        |        |       |
|  |                 |           |           |                   |    |        |        |       |
|  | Gwatemala       | Gwatemala | 7         |                   |    |        |        |       |
|  | Gwatemala       | Gwatemala | 7         | 2 sierpnia 2018   |    |        |        |       |
|  | Gujana          | Gujana    | 24        |                   |    |        |        |       |
|  | Gujana          | Gujana    | 24        |                   |    | Gujana | Gujana | 7     |
|  | 2 sierpnia 2018 |           |           |                   |    | Gujana | Gujana | 7     |
|  |                 |           | Wenezuela | Wenezuela         | 28 |        |        |       |
|  | Wenezuela       | Wenezuela | Wenezuela | Wenezuela         | 28 | 29     |        |       |
|  | Wenezuela       | Wenezuela |           |                   |    |        |        |       |
|  | Kostaryka       | Kostaryka | 10        |                   |    |        |        |       |
|  | Kostaryka       | Kostaryka | 10        | Mecz o 3. miejsce |    |        |        |       |
|  |                 |           |           |                   |    |        |        |       |
|  | 2 sierpnia 2018 |           |           |                   |    |        |        |       |
|  |                 |           |           |                   |    |        |        |       |
|  | Gwatemala       | Gwatemala | 10        |                   |    |        |        |       |
|  | Gwatemala       | Gwatemala | 10        |                   |    |        |        |       |
|  | Kostaryka       | Kostaryka | 12        |                   |    |        |        |       |
|  | Kostaryka       | Kostaryka | 12        |                   |    |        |        |       |

| 2 sierpnia 201816:56 | Gwatemala | 7:24 | Gujana | Estadio Moderno Julio Torres, Barranquilla |
| 2 sierpnia 201816:56 |           | 7:24 |        | Estadio Moderno Julio Torres, Barranquilla |

| 2 sierpnia 201817:18 | Wenezuela | 29:10 | Kostaryka | Estadio Moderno Julio Torres, Barranquilla |
| 2 sierpnia 201817:18 |           | 29:10 |           | Estadio Moderno Julio Torres, Barranquilla |

| 2 sierpnia 201819:24 | Gujana | 7:28 | Wenezuela | Estadio Moderno Julio Torres, Barranquilla |
| 2 sierpnia 201819:24 |        | 7:28 |           | Estadio Moderno Julio Torres, Barranquilla |

| 2 sierpnia 201819:02 | Gwatemala | 10:12 | Kostaryka | Estadio Moderno Julio Torres, Barranquilla |
| 2 sierpnia 201819:02 |           | 10:12 |           | Estadio Moderno Julio Torres, Barranquilla |

### Klasyfikacja końcowa
| Miejsce | Reprezentacja     | Składy |
| ------- | ----------------- | ------ |
| 1       | Kolumbia          |        |
| 2       | Meksyk            |        |
| 3       | Jamajka           |        |
| 4       | Trynidad i Tobago |        |
| 5       | Wenezuela         |        |
| 6       | Gujana            |        |
| 7       | Kostaryka         |        |
| 8       | Gwatemala         |        |

## Turniej kobiet

### Faza grupowa
| 1 sierpnia 201813:00 | Kolumbia | 30:0 | Jamajka | Estadio Moderno Julio Torres, Barranquilla |
| 1 sierpnia 201813:00 |          | 30:0 |         | Estadio Moderno Julio Torres, Barranquilla |

| 1 sierpnia 201813:22 | Meksyk | 0:17 | Wenezuela | Estadio Moderno Julio Torres, Barranquilla |
| 1 sierpnia 201813:22 |        | 0:17 |           | Estadio Moderno Julio Torres, Barranquilla |

| 1 sierpnia 201813:44 | Gwatemala | 0:38 | Gujana Francuska | Estadio Moderno Julio Torres, Barranquilla |
| 1 sierpnia 201813:44 |           | 0:38 |                  | Estadio Moderno Julio Torres, Barranquilla |

| 1 sierpnia 201815:50 | Meksyk | 32:5 | Jamajka | Estadio Moderno Julio Torres, Barranquilla |
| 1 sierpnia 201815:50 |        | 32:5 |         | Estadio Moderno Julio Torres, Barranquilla |

| 1 sierpnia 201816:12 | Wenezuela | 17:0 | Gujana Francuska | Estadio Moderno Julio Torres, Barranquilla |
| 1 sierpnia 201816:12 |           | 17:0 |                  | Estadio Moderno Julio Torres, Barranquilla |

| 1 sierpnia 201816:34 | Kolumbia | 41:0 | Gwatemala | Estadio Moderno Julio Torres, Barranquilla |
| 1 sierpnia 201816:34 |          | 41:0 |           | Estadio Moderno Julio Torres, Barranquilla |

| 1 sierpnia 201818:30 | Gujana Francuska | 36:5 | Jamajka | Estadio Moderno Julio Torres, Barranquilla |
| 1 sierpnia 201818:30 |                  | 36:5 |         | Estadio Moderno Julio Torres, Barranquilla |

| 1 sierpnia 201818:52 | Wenezuela | 27:5 | Gwatemala | Estadio Moderno Julio Torres, Barranquilla |
| 1 sierpnia 201818:52 |           | 27:5 |           | Estadio Moderno Julio Torres, Barranquilla |

| 1 sierpnia 201819:14 | Kolumbia | 24:7 | Meksyk | Estadio Moderno Julio Torres, Barranquilla |
| 1 sierpnia 201819:14 |          | 24:7 |        | Estadio Moderno Julio Torres, Barranquilla |

| 2 sierpnia 201813:00 | Gwatemala | 0:48 | Meksyk | Estadio Moderno Julio Torres, Barranquilla |
| 2 sierpnia 201813:00 |           | 0:48 |        | Estadio Moderno Julio Torres, Barranquilla |

| 2 sierpnia 201813:22 | Gujana Francuska | 5:5 | Kolumbia | Estadio Moderno Julio Torres, Barranquilla |
| 2 sierpnia 201813:22 |                  | 5:5 |          | Estadio Moderno Julio Torres, Barranquilla |

| 2 sierpnia 201813:44 | Jamajka | 10:19 | Wenezuela | Estadio Moderno Julio Torres, Barranquilla |
| 2 sierpnia 201813:44 |         | 10:19 |           | Estadio Moderno Julio Torres, Barranquilla |

| 2 sierpnia 201815:50 | Gujana Francuska | 5:24 | Meksyk | Estadio Moderno Julio Torres, Barranquilla |
| 2 sierpnia 201815:50 |                  | 5:24 |        | Estadio Moderno Julio Torres, Barranquilla |

| 2 sierpnia 201816:12 | Kolumbia | 19:12 | Wenezuela | Estadio Moderno Julio Torres, Barranquilla |
| 2 sierpnia 201816:12 |          | 19:12 |           | Estadio Moderno Julio Torres, Barranquilla |

| 2 sierpnia 201816:34 | Jamajka | 24:0 | Gwatemala | Estadio Moderno Julio Torres, Barranquilla |
| 2 sierpnia 201816:34 |         | 24:0 |           | Estadio Moderno Julio Torres, Barranquilla |

### Faza pucharowa
| 2 sierpnia 201816:34 | Jamajka | 24:0 | Gwatemala | Estadio Moderno Julio Torres, Barranquilla |
| 2 sierpnia 201816:34 |         | 24:0 |           | Estadio Moderno Julio Torres, Barranquilla |

| 2 sierpnia 201819:46 | Meksyk | 12:0 | Gujana Francuska | Estadio Moderno Julio Torres, Barranquilla |
| 2 sierpnia 201819:46 |        | 12:0 |                  | Estadio Moderno Julio Torres, Barranquilla |

| 2 sierpnia 201820:30 | Kolumbia | 20:0 | Wenezuela | Estadio Moderno Julio Torres, Barranquilla |
| 2 sierpnia 201820:30 |          | 20:0 |           | Estadio Moderno Julio Torres, Barranquilla |

### Klasyfikacja końcowa
| Miejsce | Reprezentacja    | Składy |
| ------- | ---------------- | ------ |
| 1       | Kolumbia         |        |
| 2       | Wenezuela        |        |
| 3       | Meksyk           |        |
| 4       | Gujana Francuska |        |
| 5       | Jamajka          |        |
| 6       | Gwatemala        |        |